# Эринии
Эри́нии (от др.-греч. Ἐρινύες «гневные») — в древнегреческой мифологии богини мести. В римской мифологии им соответствуют фу́рии.

## Описание
По одному сказанию, дочери Нюкты и Эреба; либо порождены Землёй от крови Урана во время его убийства Кроносом; либо дочери Тьмы (Скотоса). По Эпимениду, дочери Кроноса. Их рождение приписывают первому совершившемуся преступлению: когда Кронос ранил своего отца Урана, капли его крови, падая, породили фурий.
У Гомера их одна или несколько.
Согласно орфикам, это девять дочерей Зевса Хтония и Персефоны. По версии Псевдо-Гераклита их тридцать тысяч.
У позднейших поэтов эриний три: Тисифона (Тизифона), мстящая за убийство, Алекто, непрощающая, и Мегера, завистница.
Афиняне называют их «Почтенными», впервые Эсхил изобразил их с волосами на голове в виде змей. Их пещера на склоне афинского акрополя. В Сикионе их называли Евмениды (Милостивые), их дубовая роща на берегу Асопа. Эринии преследуют за тяжёлые проступки, ввергая преступников в безумие.
Мании — божества, чей храм около Мегалополя. Видимо, это эпитет Евменид.

## Суд над Орестом
Согласно мифу, эринии преследовали Ореста за убийство матери, которое тот совершил по велению Аполлона. Аполлон смог лишь на время усыпить богинь-мстительниц, защищая Ореста. Конец же преследованию положила Афина Паллада, проведя первый в истории мифической Греции суд, суд над Орестом, в результате которого герой был оправдан. Эринии пришли в ярость, поскольку суд отнял их исконное право карать муками нарушившего закон (мифический переход от мести к правосудию).
Однако Афина усмирила гнев богинь, убедив эриний остаться в Аттике, пообещав, что все афиняне будут воздавать почести древним богиням. С тех пор как эринии сменили гнев на милость, их стали называть Евмени́дами (Эвменидами, от др.-греч. Εὐμενίδες, то есть милостивые, благосклонные).
Евмениды, у Эсхила, отождествляются с Мойрами.

## В литературе и искусстве
Эриний и фурий изображали с волосами из змей, чёрной собачьей мордой вместо лица и крыльями летучей мыши. Но существовали и другие изображения, на которых богини представлялись охотницами, с факелами и кнутами.
- Неоднократно упомянуты в «Илиаде» (XIX 418) и «Одиссее» (II 135; XI 280; XV 234; XVII 475; XX 78). Три Эринии упоминаются лишь у Еврипида (Орест 408), а их имена — у александрийских поэтов, а также в «Мифологической библиотеке» Аполлодора[19]. Им посвящён LXIX орфический гимн, а также (как Евменидам) LXX орфический гимн. Хор Эриний участвует в трагедии Эсхила «Эвмениды», также, видимо, в трагедиях Ахея Эретрийского и Энния «Эвмениды». Эриния (Фурия) действует в трагедии Сенеки «Фиест».
- Согласно Данте Алигьери, они обитали в преисподней, где царит властительница вечных слез[20] Прозерпина (греч. — Персефона) — супруга Плутона (греч. — Аида).
- Нонн. Деяния Диониса VII 181. Гераклит, фр. 52, 57 Маркович (союзницы Правды-Дике).
- В пьесе Жана-Поля Сартра «Мухи» эринии изображены в виде мух.
- В балладе Фридриха Шиллера «Ивиковы журавли», по античному сюжету, эринии упомянуты как наказание убийцам поэта Ивика.
- Трагедия Леконта де Лиля «Эринии[фр.]» написана на классический сюжет о мщении Ореста. В музыке Жюля Массне, написанной для театральной постановки этой трагедии, каждой из Эриний соответствует партия одного из трёх тромбонов.

## В астрономии
В честь Эриний назван астероид (889) Эриния, открытый в 1918 году.